# Pangolins
|  | No s'ha de confondre amb PANGOLIN. |

Els pangolins (Pholidota) són un ordre de mamífers que es caracteritzen per tenir gairebé tot el cos cobert d'escates, la boca sense dents i una llengua molt llarga i musculosa que fan servir per extreure del cau les formigues i els tèrmits que formen la seva dieta. Se'n reconeixen vuit espècies vivents, totes de la família dels mànids, i moltes més d'extintes. Viuen a les regions tropicals d'Àfrica i Àsia. En general, són animals nocturns que utilitzen el seu olfacte ben desenvolupat per trobar els insectes dels quals s'alimenten, però el pangolí cuallarg també és actiu de dia. Els pangolins passen gran part del dia dormint, caragolats en forma de bola. El nom «pangolí» prové del mot malai peng-goling (‘aquell que s'enrotlla’).

## Descripció

### Morfologia
La mida dels pangolins varia entre l'espècie més petita, el pangolí cuallarg (que fa 30-40 cm, però té una cua de 60-70 cm), i la més gran, el pangolí gegant (75-85 cm, amb una cua de 65-80 cm). Un exemplar de pangolí gegant fou mesurat amb un pes de 33 kg. En general, les femelles són més petites que els mascles.
Els pangolins tenen un crani petit, cònic i allargat, un dels més senzills de tots els mamífers. Tot i que les orelles són molt petites o absents, els pangolins tenen un bon sentit de l'oïda. El seu sentit de l'olfacte també està ben desenvolupat, però, en canvi, tenen una vista pobra.

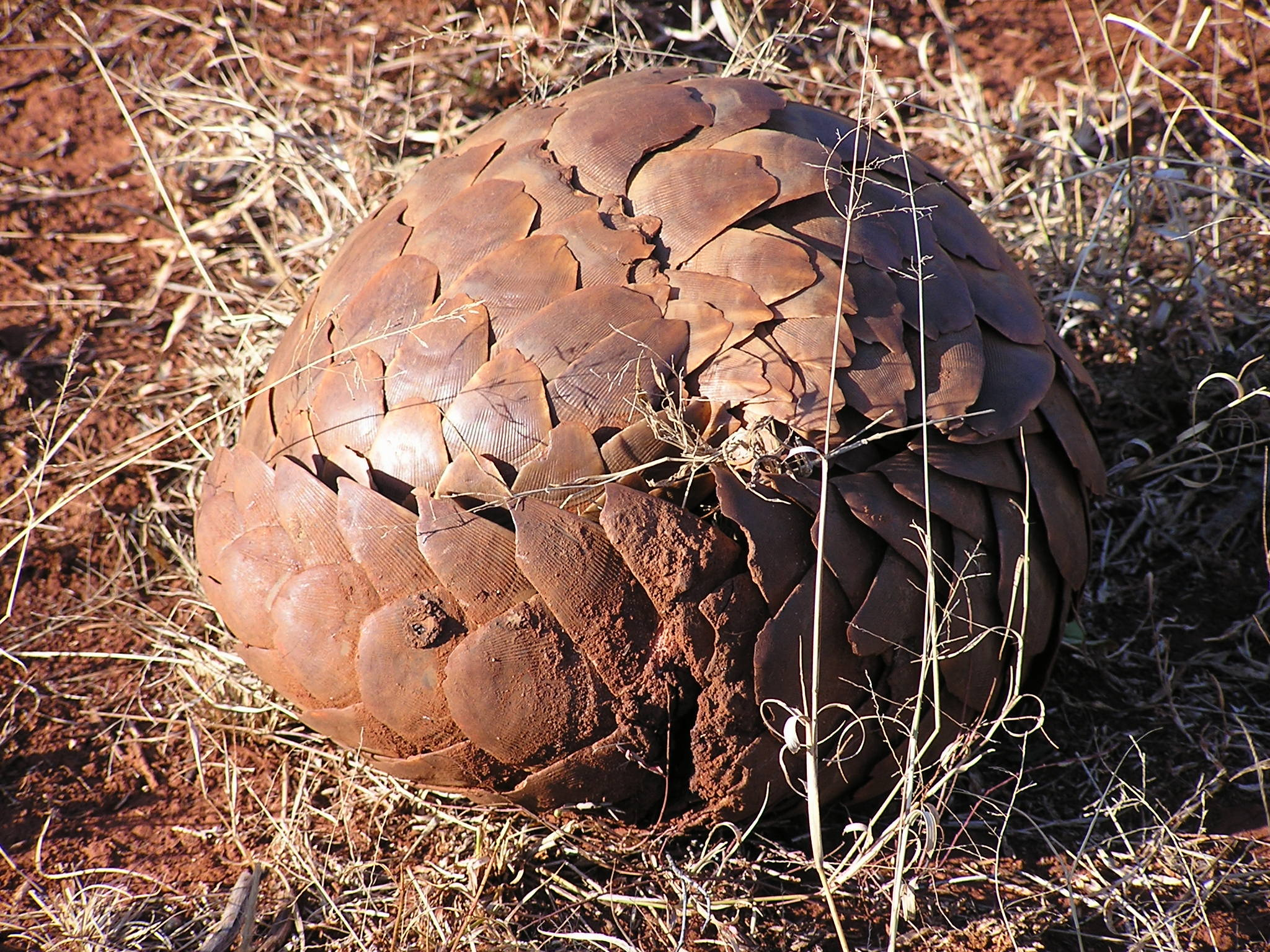
Pangolí enrotllat per protegir-se

La morfologia dels pangolins es caracteritza per grans escates endurides en forma de plaques que cobreixen tot el cos tret del musell, la cara, el ventre i la part interior dels membres. Aquestes plaques són toves en els pangolins nounats però s'endureixen a mesura que l'animal creix. Les plaques es componen de ceratina, el mateix material que compon les ungles dels humans o les urpes dels animals. Per això, els pangolins tenen l'aspecte d'una pinya o una carxofa ambulant. Quan són amenaçats, els pangolins s'enrotllen en una bola, utilitzant les plaques com una forma d'armadura i amagant la cara sota la cua. La funció defensiva d'aquestes escates és reforçada pel fet que estan molt afilades i que l'animal pot controlar-les mitjançant uns músculs especials i pot fer-les servir per ferir qualsevol animal que intenti ficar el musell o una pota dins la cuirassa.
Tenen potes curtes, amb urpes afilades que utilitzen tant per excavar en els nius de tèrmits i formigues com per enfilar-se als arbres. Es tracta de potes robustes i les posteriors són més llargues que les anteriors. Les urpes de les potes anteriors són tan llargues que no estan ben adaptades per caminar, de manera que els pangolins caminen amb les potes anteriors plegades per protegir-les. Per aquest motiu, els pangolins es mouen bastant lentament, tot i que en alguns casos poden córrer únicament sobre les potes posteriors, mantenint l'equilibri per mitjà de la cua i arribant a velocitats de 5 km/h. També poden alliberar un àcid pudent d'unes glàndules properes a l'anus, de manera similar a les mofetes.

### Reproducció

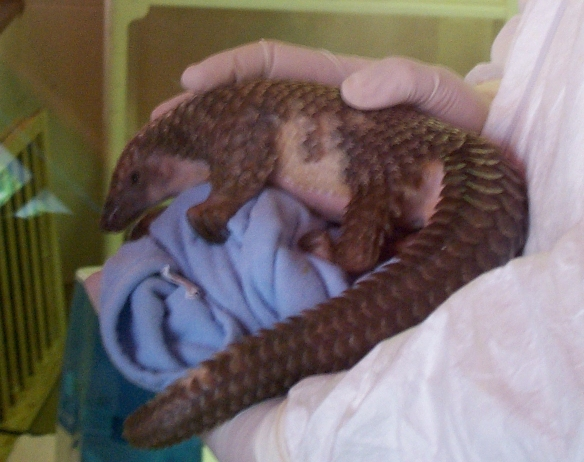
Una cria de pangolí encara molt petita

Els pangolins arriben a la maduresa sexual a l'edat de dos anys. Mentre que les espècies africanes solen tenir només una cria per ventrada, les espècies asiàtiques en poden tenir entre una i tres. Els pangolins es poden reproduir en qualsevol època de l'any, tot i que els naixements són més freqüents entre novembre i març. Com que normalment són animals solitaris, els mascles i les femelles s'han de trobar els uns a les altres seguint el rastre de la seva olor. La gestació dura entre quatre i cinc mesos, excepte en el cas del pangolí de les Filipines, en el qual només dura dos mesos.
Les cries de pangolí neixen amb una longitud aproximada de 15 cm i un pes aproximat de 330 grams, però aquestes mesures difereixen entre les diverses espècies. Quan neixen, les cries ja tenen els ulls oberts, però les seves escates encara són toves. Tanmateix, el procés d'enduriment comença molt aviat, normalment dos dies després del naixement. Les mares protegeixen les seves cries mantenint-les arrapades al seu cos caragolat i, com tots els mamífers, s'encarreguen d'alimentar-les amb llet que produeixen amb el seu únic parell de mamelles.
Les cries depenen de la mare fins que tenen uns tres o quatre mesos d'edat. Un mes després de néixer, surten del cau per primer cop i comencen a alimentar-se de tèrmits. Durant aquestes sortides, les cries romanen molt a prop de la seva mare (en alguns casos, fins i tot van pujades a la base de la seva cua), de manera que si detecta un perill, la cria es pot amagar ràpidament sota la mare quan aquesta es caragola per protegir-se.

## Comportament
Els pangolins són animals tímids i solitaris, sovint nocturns, que es passen el dia dins el cau. Quan estan dins el cau, el tanquen amb sorra i no l'obren fins que han de tornar a sortir. A diferència d'altres animals que romanen sempre a la mateixa zona, els pangolins tendeixen a vagar més per regions amples, marcant territori. El més habitual és que les femelles visquin soles amb les seves cries, si és que en tenen, però en algunes ocasions comparteixen cau amb un mascle.
Pels motius explicats més amunt, els pangolins són animals principalment bípedes. També són bons nedadors que es poden desplaçar amb facilitat dins l'aigua i, gràcies a la seva cua prènsil, són bons escaladors. Tanmateix, no són capaços de desplaçar-se ràpidament en cap d'aquests medis, per la qual cosa la seva defensa principal consisteix a enrotllar-se sobre si mateixos per protegir les parts toves del seu cos amb les escates. Aquesta cuirassa pot resistir els atacs de hienes i la majoria de fèlids.

### Alimentació

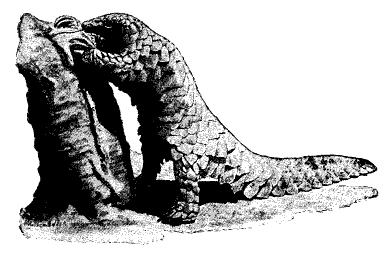
Un pangolí del Cap excava en un niu de tèrmits per menjar-se'ls.

Els pangolins tenen un sentit de l'olfacte ben desenvolupat, que utilitzen per trobar els nius de tèrmits i de formigues. Una vegada han trobat el niu d'insectes, excaven amb les potes per treure'ls a l'exterior, on els atrapen amb la llarga llengua (que en els pangolins més grossos pot arribar a fer 40 cm, però amb un diàmetre de només mig centímetre). La llengua és coberta per una secreció mucosa produïda per les grans glàndules salivals que contribueix a atrapar els insectes amb més facilitat. Un pangolí pot empassar-se fins a 200.000 mil formigues per dia. A diferència d'altres mamífers, i igual que el formiguer gegant o el ratpenat Anoura fistulata, els pangolins no tenen la llengua unida al hioide, de manera que quan no l'estan fent servir, la llengua reposa en una cavitat al tòrax entre l'estèrnum i la tràquea.
Com que no tenen dents, els pangolins no masteguen les preses abans d'empassar-se-les. Per aquest motiu, se solen empassar petites pedretes i grans de sorra, que serveixen per moldre les preses dins l'estómac. L'estómac està blindat amb un teixit epitelial punxegut i dur que protegeix els pangolins de les mossegades i el verí de les formigues i els tèrmits. En les espècies asiàtiques, la sortida de l'estómac presenta dues petites «punxes pilòriques» que són capaces d'esberlar fins i tot l'exoesquelet més dur.
El pangolí arborícola no es limita a buscar nius d'insectes, sinó que a vegades utilitza la cua per penjar-se de la branca d'un arbre i n'arranca l'escorça per tal de trobar els tèrmits que s'hi amaguen a sota. Com que en alguns casos els insectes dels quals s'alimenten els pangolins poden oferir una resistència agressiva, aquests mamífers han desenvolupat una protecció especial. Són capaços de tancar els orificis del nas i de les orelles, i els seus ulls estan protegits per unes parpelles blindades.

## Hàbitat

Distribució del pangolí arborícola

Els pangolins d'Àfrica habiten el sud i el centre del continent africà, des del Sudan del Sud i el Senegal al nord fins a Sud-àfrica al sud. Els pangolins d'Àsia, d'altra banda, s'estenen pel sud-est del continent, des del Pakistan a l'oest fins a Borneo a l'est. A totes les regions on habiten, els pangolins estan patint una constant pèrdua del seu hàbitat, en gran part per l'expansió de l'agricultura i d'altres activitats humanes. S'han trobat pangolins cuallargs i pangolins malais en zones cultivades, indicant que els pangolins s'estan veient obligats a aventurar-se a prop dels humans.
Les espècies africanes habiten en boscos i matollars, així com en sabanes. D'altra banda, les espècies asiàtiques viuen en boscs tropicals, prats i planes d'herba. En alguns casos se n'han observat en zones degradades per l'activitat humana. La majoria de pangolins viuen a terra, dins de caus excavats per ells mateixos o per altres animals (com el facoquer o el porc formiguer), mentre que el pangolí cuallarg i el pangolí arborícola viuen al dosser dels boscos i rarament baixen a terra. El pangolí de l'Índia també és capaç d'enfilar-se als arbres, però fa el cau a terra, per la qual cosa és considerat terrestre.

## Taxonomia

### Classificació
Antigament, els pangolins eren classificats dins del clade dels edentats, que també incloïa xenartres com ara el formiguer gegant, el peresós, o l'armadillo, que té una aparença semblant a la dels pangolins. Tanmateix, noves proves genètiques indiquen que de fet formen part del superordre dels laurasiateris i que els seus parents vivents més propers són els carnívors, juntament amb els quals formen el clade Ferae. Així doncs, és aparent que les semblances físiques amb els ossos formiguers i animals similars són únicament un exemple d'evolució convergent. Alguns paleontòlegs classifiquen els pangolins dins l'ordre Cimolesta, juntament amb alguns grups extints.

### Classificació interna
Ordre Pholidota
- Incertae sedis
  - Gènere Euromanis † Gaudin, Emry i Wible, 2009
  - Gènere Necromanis † Filhol, 1893
  - Gènere Tubulodon † Jepsen, 1932

- Família Eomanidae † Storch, 2003
  - Gènere Eomanis Storch, 1978
- Família Manidae Gray, 1821
  - Gènere Manis Linnaeus, 1758
  - Gènere Phataginus Rafinesque, 1821
  - Gènere Smutsia Gray, 1865

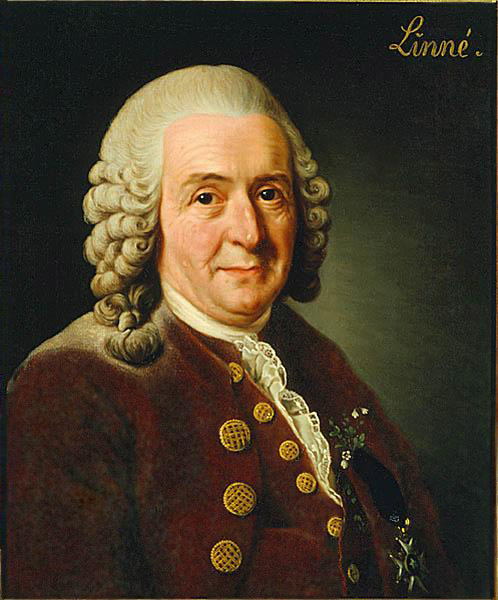
Von Linné descrigué el gènere Manis, que inclou la meitat de les espècies vivents.

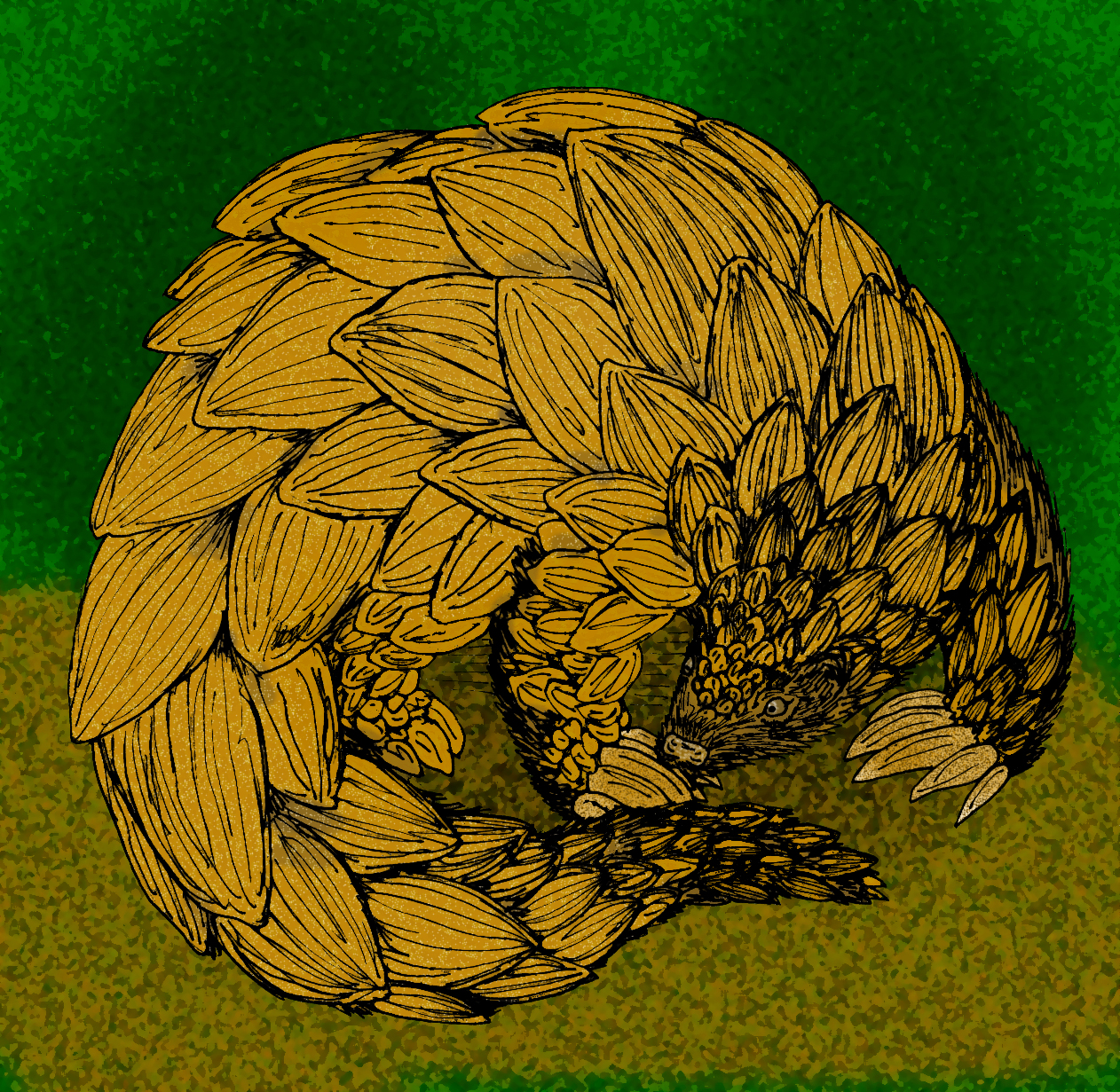
Necromanis franconica

- Família Patriomanidae † Szalay i Schrenk, 1998
  - Gènere Cryptomanis Gaudin et al., 2006
  - Gènere Patriomanis Emry, 1970

Els gèneres marcats amb  † estan extints. Si una família porta aquesta marca, significa que tots els gèneres que conté estan extints.

## Espècies vivents
Es reconeixen vuit espècies vivents de pangolins, repartides entre els gèneres Manis, Phataginus i Smutsia. N'hi ha quatre d'asiàtiques i quatre d'africanes.

### GènereManis

#### Pangolí de l'Índia

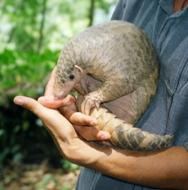
Pangolí de l'Índia a Sikkim

El pangolí de l'Índia (Manis crassicaudata) viu al Pakistan, Bangladesh, gran part de l'Índia, alguns indrets de Sri Lanka i Yunnan (Xina). Habita una gran varietat d'ecosistemes, incloent-hi jungles, boscos xèrics, planes o les parts baixes de les muntanyes.
Fa entre 45-75 cm, amb una cua de 33-45 cm. Com en les altres espècies, els mascles són sovint més grossos que les femelles. Les escates són d'un color groc marronós o grisós i representen entre un quart i un terç de la massa corporal de l'animal. Posseeix cinc urpes a cada pota, de les quals tres estan adaptades per excavar. La CITES n'ha prohibit l'exportació en un intent de protegir l'espècie.
Viu principalment dins de caus, la profunditat dels quals varia entre dos i sis metres depenent de la duresa del sòl, però també és capaç d'enfilar-se als arbres. Se'l considera un animal curiós i el seu predador principal és el tigre. Ha estat víctima de caça pel seu suposat valor medicinal. La UICN llista aquesta espècie com a gairebé amenaçada. La CITES n'ha prohibit l'exportació en un intent de protegir l'espècie.

#### Pangolí xinès
El pangolí xinès (Manis pentadactyla) viu al Nepal, Bhutan, possiblement Bangladesh, el nord de l'Índia, Myanmar i el nord d'Indoxina, passant pel sud de la Xina i Taiwan. Viu en boscos subtropicals i caducifolis; al Nepal, aquests ecosistemes inclouen molts nius de tèrmits. És un animal tímid que no mostra un comportament agressiu.
La longitud del seu cos és d'entre 40 i 60 cm, mentre que la cua fa entre 27 i 38 cm. Té un cap petit amb un musell punxegut i té un color bronzejat. Té les potes i les urpes fortes, que pot fer servir per excavar un cau de dos metres de profunditat en menys de cinc minuts. La UICN llista aquesta espècie com a gairebé amenaçada. La llei de Hong Kong protegeix aquesta espècie i s'han posat en marxa esforços per conservar-la, però la incapacitat de patrullar les reserves on viuen fa que els caçadors furtius ho tinguin fàcil per caçar-los.

#### Pangolí de les Filipines
El pangolí de les Filipines (Manis culionensis) només es troba a l'illa de Palawan, a les Filipines. Habita boscos primaris i secundaris de plana. És bastant comú, però es veu amenaçat per la caça intensiva. Els pangolins de les Filipines podrien haver estat originalment una població de pangolins malais que arribà a Palawan des de Borneo durant el Plistocè inferior, a través de ponts de terra que quedaren al descobert quan el nivell del mar baixà durant l'època glacial. Quan la Terra es començà a desglaçar i el nivell del mar pujà de nou, la població de Palawan quedà aïllada i començà el procés d'especiació que portaria a l'aparició de M. culionensis.

#### Pangolí malai

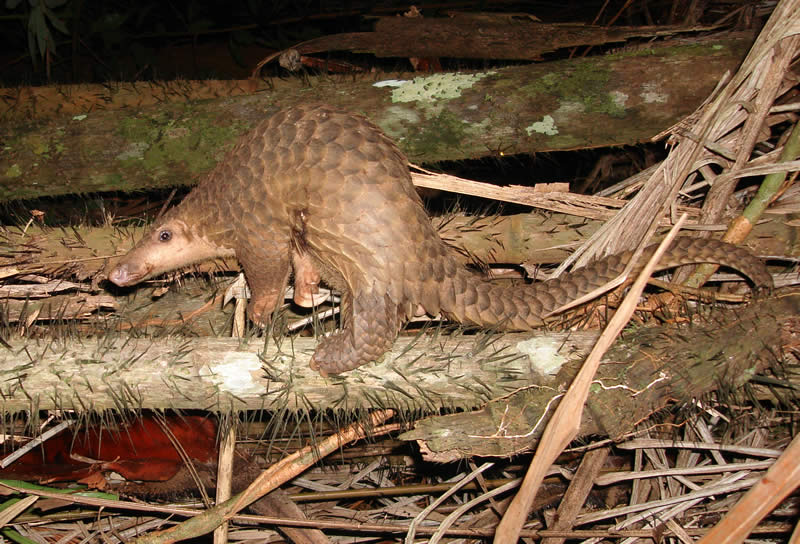
Un pangolí malai grimpant a un arbre

El pangolí malai (Manis javanica) viu al sud-est asiàtic, incloent-hi Tailàndia, Indonèsia, les Filipines, el Vietnam, Laos, Cambodja, Malàisia i Singapur. Viu en boscos tropicals, sabanes i àrees amb una densa vegetació, però a vegades s'endinsa en terres cultivades com ara plantacions o horts. La pell dels seus peus és granular i les seves potes anteriors estan dotades d'una mena de coixinets. La pell de la resta del cos és d'una tonalitat grisenca o blavosa i el poc pelatge que cobreix la seva cara i ventre va del color blanc al marró clar.
En aquesta espècie, s'han observat combats entre mascles per aconseguir una parella. Això, juntament amb un marcat dimorfisme sexual, indica que aquest pangolí és com a mínim parcialment poligínic. D'altra banda, les femelles són les úniques que s'encarreguen de criar els nounats, després d'una gestació que dura uns 130 dies. Les cries pesen entre 100 i 500 grams en néixer; és probable que el seu pes estigui relacionat amb el dels seus pares.
És una espècie molt propera al pangolí xinès i el pangolí de les Filipines, però és més gran que aquestes, té un color més clar i les urpes de les seves potes anteriors són més curtes. Els seus principals depredadors són el tigre i la pantera nebulosa. La UICN llista aquesta espècie com a gairebé amenaçada.

### GènerePhataginus

#### Pangolí cuallarg
El pangolí cuallarg (Phataginus tetradactyla) viu als boscos d'una vasta zona de l'Àfrica subsahariana; des de la costa atlàntica entre Guinea i Angola, a través de la República Centreafricana i la República Democràtica del Congo, fins al Sudan i Uganda. Malgrat la seva llarga cua, que li dona el nom i que mesura una mitjana de seixanta centímetres, aquesta és l'espècie més petita de pangolí, amb entre trenta i quaranta centímetres de longitud corporal. Com altres pangolins, és un insectívor nocturn. Les seves escates tenen un color marró fosc. No té escates a la punta de la cua, cosa que li permet utilitzar-se per agafar-se a les branques. La part calba de la cua també podria ser una zona sensorial. Gràcies a la seva mida i la cua prènsil, té un estil de vida gairebé completament arborícola. Viu al dosser dels arbres de la jungla. El seu abdomen no està cobert d'escates, sinó d'un pelatge fosc. Té 46-47 vèrtebres a la cua, més que qualsevol altre mamífer conegut, superant les 42-43 vèrtebres caudals de Leptictidium auderiense.
A l'hora de reproduir-se, els exemplars d'aquesta espècie caragolen les cues una al voltant de l'altra, de manera que queden l'un de cara a l'altra. No es coneix la durada de la gestació, però aquests pangolins no assoleixen la maduresa sexual fins a l'edat de dos anys.

#### Pangolí arborícola
El pangolí arborícola (Phataginus tricuspis) viu al centre i l'oest d'Àfrica, estenent-se des de la República Democràtica del Congo a l'est fins a l'extrem meridional del Senegal a l'oest, incloent-hi les conques del Congo i el Níger. Dorm a les bifurcacions de les branques dels arbres o jaient entre les plantes. Quan s'enrotlla, és capaç d'estendre les seves escates i fer moviments tallants, utilitzant músculs per moure les escates endavant i endarrere. Emet esbufecs agressius quan se l'amenaça.
Les femelles tenen territoris petits, de menys de 40.000 m², que rarament s'encavalquen. Els mascles en tenen de més grans, de fins a 200.000 m², que s'encavalquen amb molts territoris de femelles, fet que provoca trobades entre el mascle i les femelles. Aquestes trobades són breus llevat que la femella estigui en zel. La gestació dura uns 150 dies, després dels quals sol néixer una única cria. En captivitat, es té constància de femelles que han adoptat la cria d'una altra mare.

### GènereSmutsia

#### Pangolí gegant
El pangolí gegant (Smutsia gigantea) viu a nombrosos països de la meitat sud d'Àfrica. Les poblacions més grans es concentren a Uganda, Tanzània i l'oest de Kenya. Viu en boscos i sabanes en indrets on hi ha aigua disponible. No se'l troba a grans altituds. Solen viure sols, però s'han observat casos d'una parella vivint juntament amb la seva cria. Quan neixen, les cries encara no poden moure's amb les potes, però es poden desplaçar arrossegant-se sobre el ventre.
Amb una mida de fins a 140 cm de longitud en el cas dels mascles i 120 cm en de les femelles, es tracta de l'espècie més grossa del gènere. Tot i que no se'n coneix el pes mitjà, un exemplar pesava 33 kg. El pangolí gegant utilitza aquest pes com a arma a l'hora d'atacar els nius de formigues o tèrmits; deixa caure el pes sobre el niu alhora que el colpeja amb les seves urpes, fent que el niu s'ensorri ràpidament. Les seves escates són marrons o d'un marró vermellós. L'únic pèl que té en tot el cos són les pestanyes.

#### Pangolí del Cap

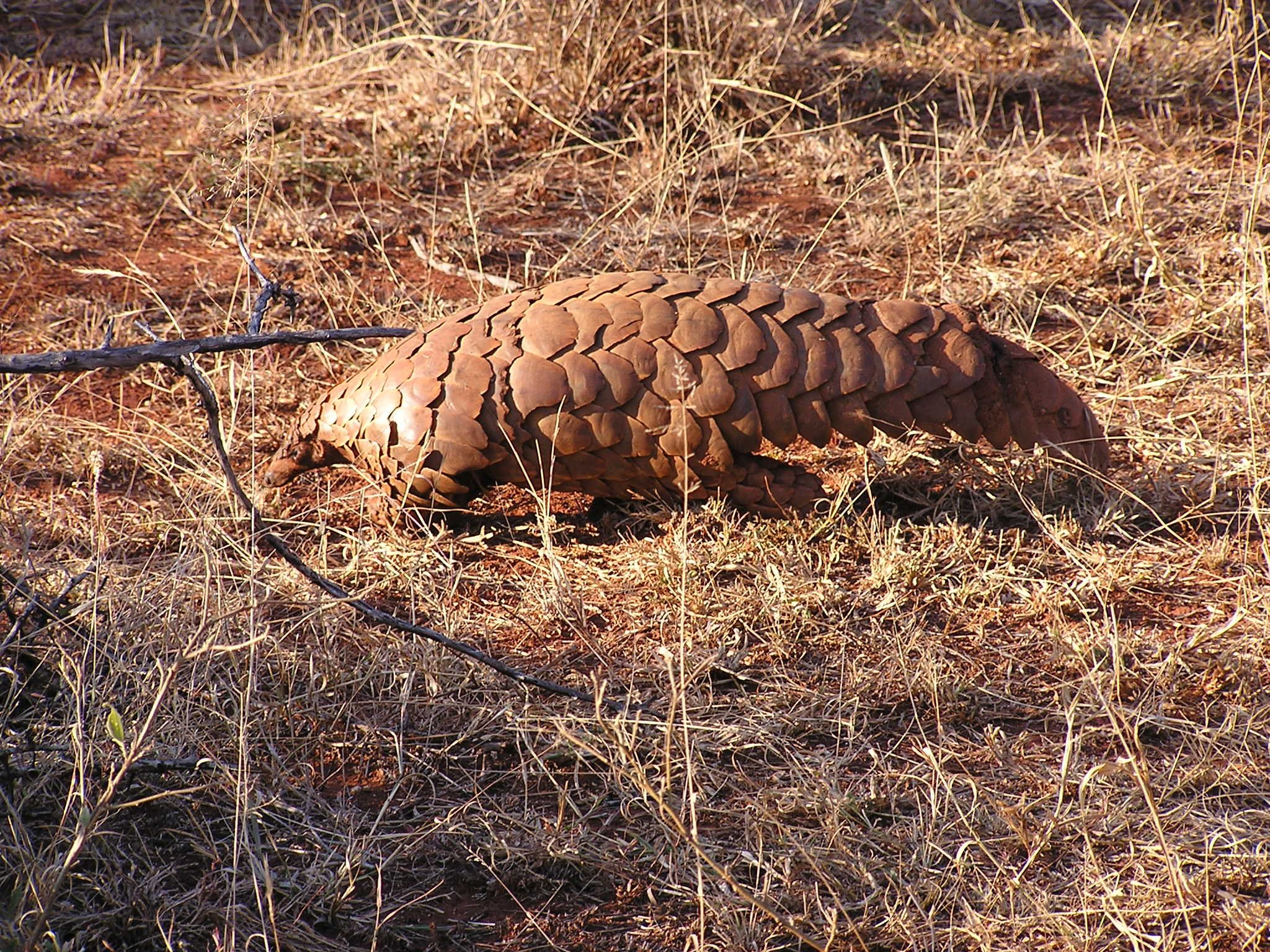
Pangolí del Cap a Sud-àfrica

El pangolí del Cap (Smutsia temminckii) viu a gairebé tots els països de la meitat sud d'Àfrica, des del Sudan i Etiòpia al nord fins a Sud-àfrica, Namíbia i Moçambic al sud. Tot i que és present en una àrea tan vasta, és difícil d'observar perquè és un animal rar, víctima de la caça intensiva per fer amulets amb les seves escates i dels incendis que en destrueixen l'hàbitat. Malgrat que és capaç d'excavar el seu propi cau, prefereix ocupar forats que els facoquers o porcs formiguers ja no utilitzen. També s'amaga sovint en vegetació espessa. Pot créixer fins a un metre de longitud, amb una cua d'entre 30 i 50 cm. Té el cap molt petit en proporció a la mida del seu cos, les potes posteriors fortes i les potes anteriors petites. La UICN classifica aquesta espècie com a gairebé amenaçada, però el United States Fish and Wildlife Service la considera una espècie amenaçada.

## Evolució

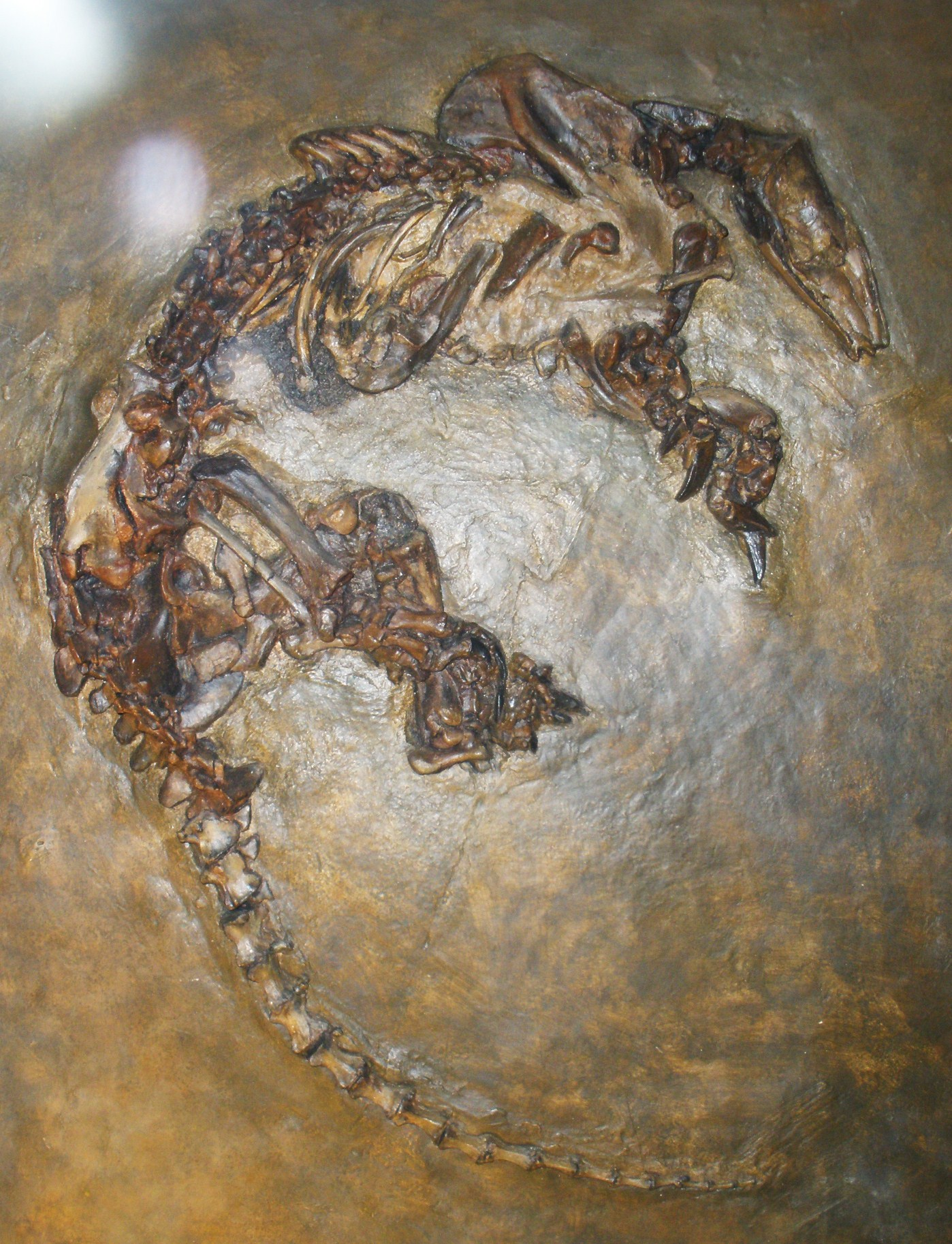
Eurotamandua joresi, un pangolí de fa 49 milions d'anys conegut a partir d'un únic fòssil del jaciment de Messel

Tot i que han estat relacionats amb animals que visqueren durant el Paleocè, els pangolins més primitius coneguts daten de fa aproximadament 50 milions d'anys. Es tracta d'Eomanis i Eurotamandua, tots dos coneguts a partir de fòssils trobats al jaciment de Messel, de l'Eocè inferior. Mentre que l'afiliació del gènere Eurotamandua encara no és del tot certa i podria tractar-se d'un xenartre, ha quedat demostrat que Eomanis és definitivament un pangolí. Aquests animals es diferenciaven dels pangolins actuals: Eurotamandua no tenia les típiques escates, mentre que Eomanis en tenia al cos però no a la cua ni a les potes. Els continguts trobats dins l'estómac excel·lentment conservat d'Eomanis a Messel mostren que contenia insectes i plantes; Richter i Storch suggeriren la possibilitat que els pangolins s'alimentessin originalment de vegetals i que robessin fulles a les formigues talladores de fulles, ingerint uns quants insectes accidentalment. Segons Richter i Storch, aquest seria el procés pel qual els pangolins haurien començat a esdevenir mirmecòfags.
Metacheiromys és un pangolí prehistòric de l'Eocè mitjà de Wyoming. Com en el cas del seu parent europeu Eurotamandua, no tenia escates protectores i el seu cap era diferent del dels pangolins actuals; de fet, era més semblant al dels armadillos, cosa que feu que se'l considerés un xenartre. El seu cos era llarg i baix i mesurava aproximadament quaranta-cinc centímetres de longitud.
Tubulodon és el membre més primitiu conegut de la família dels paleanodonts, un subordre que aparegué a l'Eocè i que encara posseïa algunes poques dents, però que ja començava a presentar algunes adaptacions que caracteritzen els pangolins moderns, especialment pel que fa a les adaptacions per excavar. Una altra família de pangolins que aparegué a finals de l'Eocè fou la dels patriomànids. Els dos gèneres que conté, Cryptomanis i Patriomanis, ja havien desenvolupat característiques típiques dels pangolins moderns, però encara conservaven trets dels mamífers primitius com ara un cap de l'astràgal convex o un tercer trocànter prominent, que ja no es troben en els pangolins actuals. Una anàlisi morfològica de les espècies vivents i extintes arribà a la conclusió que els pangolins probablement aparegueren a Europa.
Cap el Miocè, uns 30 milions d'anys més tard, els pangolins ja havien evolucionat molt. Necromanis, un gènere de pangolí francès descrit per Henri Filhol el 1893, descendia d'Eomanis i ja presentava una anatomia, una dieta i un comportament molt similars als dels pangolins actuals. Se n'han trobat restes fòssils a la regió del Carcí.

## Cria en captivitat

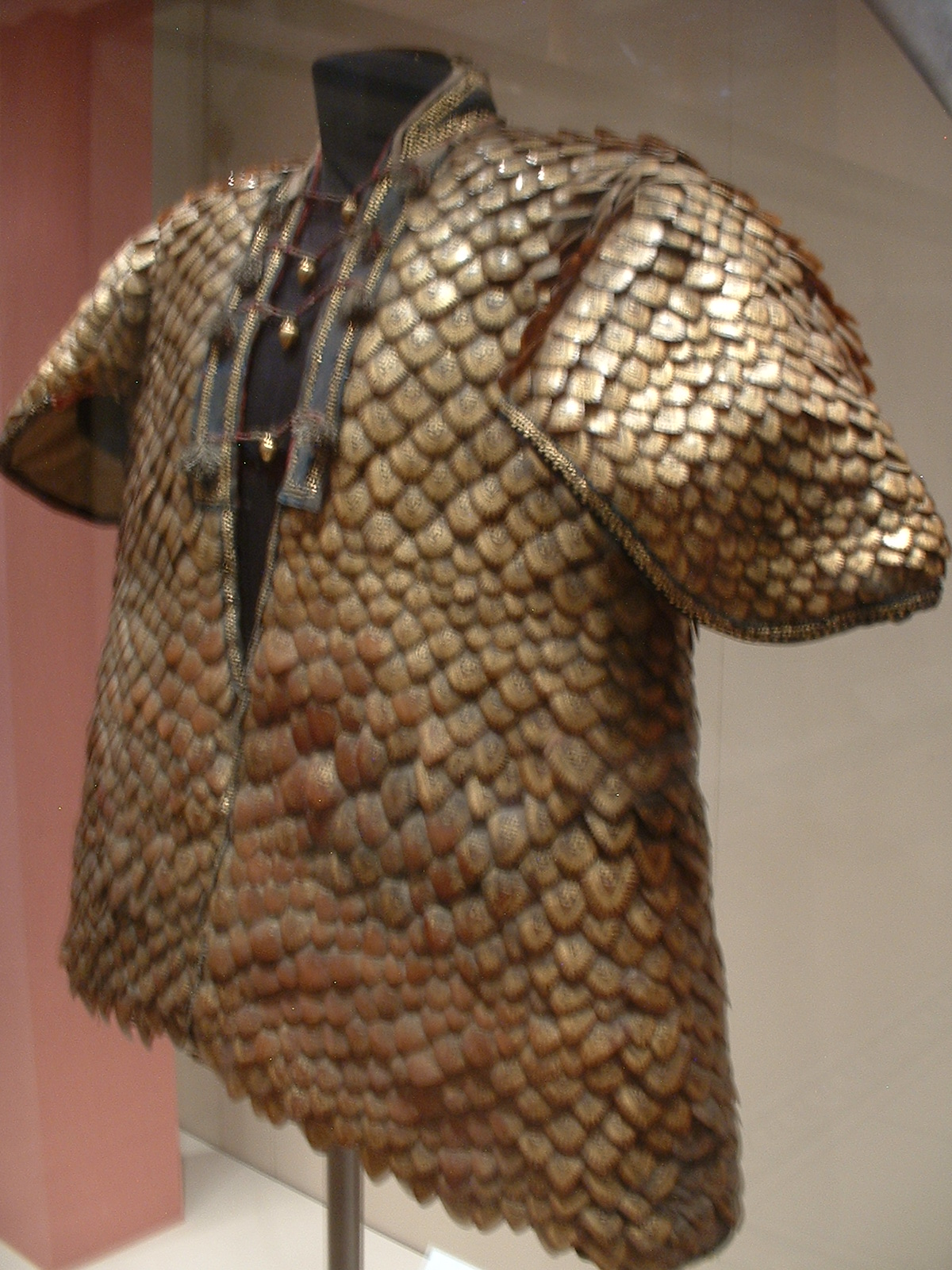
Una cota de malla feta d'escates de Pangolí de l'Índia, única del seu tipus i presentada a Jordi III el 1820.

Es conserven exemplars de diverses espècies de pangolins en captivitat en parcs zoològics. Tanmateix, la cria i reproducció de pangolins en captivitat rarament té èxit, possiblement a causa de les seves particulars necessitats alimentàries o pel fet que la majoria de pangolins que arriben a zoològics o centres de conservació han estat confiscats de traficants que els tenien en males condicions. El 71% dels pangolins en captivitat moren abans d'un any i només un 11,5% superen els dos anys i mig.
Tanmateix, hi ha hagut casos en què alguns exemplars han prosperat en zoològics. Un pangolí visqué tretze anys en captivitat, i el 7 de novembre del 2006 nasqué en captivitat una cria de pangolí de l'Índia al zoològic d'Orissa. Aquest zoològic implementa un programa de conservació dels pangolins que inclou la construcció de recintes especialment dissenyats per la reproducció d'aquests animals, per més tard alliberar-los a la naturalesa.

## Amenaces
Quatre espècies de pangolins (el pangolí del Cap, el pangolí de l'Índia, el pangolí xinès i el pangolí malai) són considerades espècies gairebé amenaçades per la Unió Internacional per la Conservació de la Natura, que ha creat un grup de treball especialment dedicat a protegir els pangolins. Les poblacions d'aquestes espècies han disminuït al llarg dels últims anys.
Hi ha diverses amenaces per als pangolins. Alguns dels seus depredadors són els pitons i fèlids com ara els tigres, lleons o lleopards. D'altra banda, poden caure víctimes d'incendis que arrasen els seus hàbitats, especialment a Àfrica, o perdre el seu hàbitat a causa de l'agricultura intensiva i l'abús de pesticides.
Tanmateix, l'amenaça principal pels pangolins és la caça per part dels humans. Els pangolins són caçats com a aliment en molts llocs d'Àfrica i és un dels tipus de carn de bosc més popular. Els pangolins també tenen molta demanda a la Xina perquè la seva carn es considera una delicadesa i alguns xinesos (igual que alguns africans) creuen que les escates de pangolins fan baixar les inflamacions, milloren la circulació de la sang i ajuden les dones en lactància a produir llet. Això, juntament amb la desforestació, ha provocat una gran minva del nombre de pangolins gegants.
Tot i que està prohibit, hi ha restaurants xinesos que continuen servint carn de pangolí, venent-la a un preu d'entre cinquanta i seixanta euros per quilogram. Un cuiner descrigué com es cuina un pangolí: «Els tenim vius en gàbies fins que un client en demana un. Aleshores els deixem inconscients a cops de martell, els tallem el coll i en drenem la sang. És una mort lenta. Després els bullim per treure'n les escates. Tallem la carn en trossos petits i l'utilitzem per fer diversos plats, com ara carn a la brasa o sopa. Els clients sovint se n'enduen la sang a casa».
Les poblacions de pangolins han estat víctimes de tràfic il·legal. Per exemple, el maig del 2007, The Guardian informà que s'havien trobat 31 pangolins a bord d'un vaixell abandonat davant la costa xinesa. L'embarcació contenia uns 5.000 animals amenaçats. El novembre del mateix any, agents de duanes tailandesos informaren que havien rescatat més de cent pangolins que estaven sent trets del país en contraban, en direcció a la Xina, on havien de ser venuts i cuinats. Els pangolins xinesos estan protegits per la llei de Hong Kong.
El comerç il·legal de pangolins representa una amenaça per a la sanitat pública. El coronavirus SARS-CoV-2, causant de l'epidèmia per coronavirus de 2019-2020, que ha deixat més de 3.730.000 morts a tot el món a 6 de juny del 2021, podria haver passat dels ratpenats als éssers humans via els pangolins.